# Calamia thalassina
Calamia thalassina là một loài bướm đêm trong họ Noctuidae.